# Хорнсторф
Хорнсторф (нем. Hornstorf) — община в Германии, в земле Мекленбург-Передняя Померания.
Входит в состав района Северо-Западный Мекленбург. Подчиняется управлению Нойбург. Население составляет 1140 человек (на 31 декабря 2010 года). Занимает площадь 14,88 км².
В самом начале XIX века в Хорнсторфе, в доме семьи фон Бот (нем. von Both) служила гувернанткой немецкая писательница Фанни Тарнов; здесь она написала часть своих ранних произведений.